# پاک سونگ چول
پاک سونگ چول (انگلیسی: Pak Song- chol; زاده ۲ سپتامبر ۱۹۱۳ – درگذشته ۲۸ اکتبر ۲۰۰۸) سیاست‌مدار اهل کره شمالی بود. وی از ۱۹ آوریل ۱۹۷۶ تا ۱۶ دسامبر ۱۹۷۷ نخست‌وزیر این کشور بود.
پاک سونگ-چول در ۲۸ اکتبر ۲۰۰۸، در سن ۹۵ سالگی درگذشت.